# Lans-en-Vercors
Lans-en-Vercors ist eine französische Gemeinde mit 2.698 Einwohnern (Stand: 1. Januar 2022) im Département Isère in der Region Auvergne-Rhône-Alpes. Die Gemeinde gehört zum Arrondissement Grenoble und zum Kanton Fontaine-Vercors. Die Einwohner werden Lantier genannt.

## Geographie
Lans-en-Vercors liegt rund zehn Kilometer südwestlich von Grenoble auf einer Hochebene im Vercors-Gebirge, flankiert von den Bergen Roc Cornafion. Das Gemeindegebiet liegt im Regionalen Naturpark Vercors. Das Gemeindegebiet wird von den Flüssen Furon und Bourne durchquert. Der Furon entwässert nach Norden, die Bourne nach Süden. Beide sind jedoch Zuflüsse der Isère. Umgeben wird Lans-en-Vercors von den Nachbargemeinden Engins im Norden, Saint-Nizier-du-Moucherotte im Norden und Nordosten, Claix im Osten, Varces-Allières-et-Risset und Saint-Paul-de-Varces im Südosten, Villard-de-Lans im Süden und Südwesten, Méaudre im Westen sowie Autrans im Nordwesten.

## Geschichte
Aus dem Vercors sind Reste des Neanderthalers bekannt geworden.

### Bevölkerungsentwicklung
| Jahr                       | 1962 | 1968 | 1975 | 1982 | 1990 | 1999 | 2006 | 2012 |
| -------------------------- | ---- | ---- | ---- | ---- | ---- | ---- | ---- | ---- |
| Einwohner                  | 693  | 795  | 859  | 1098 | 1451 | 2026 | 2297 | 2574 |
| Quellen: Cassini und INSEE |      |      |      |      |      |      |      |      |

## Sehenswürdigkeiten
- Kirche Saint-Barthélémy, Glockenturm aus dem 16. Jahrhundert, Monument historique seit 1929
- Automatenmuseum

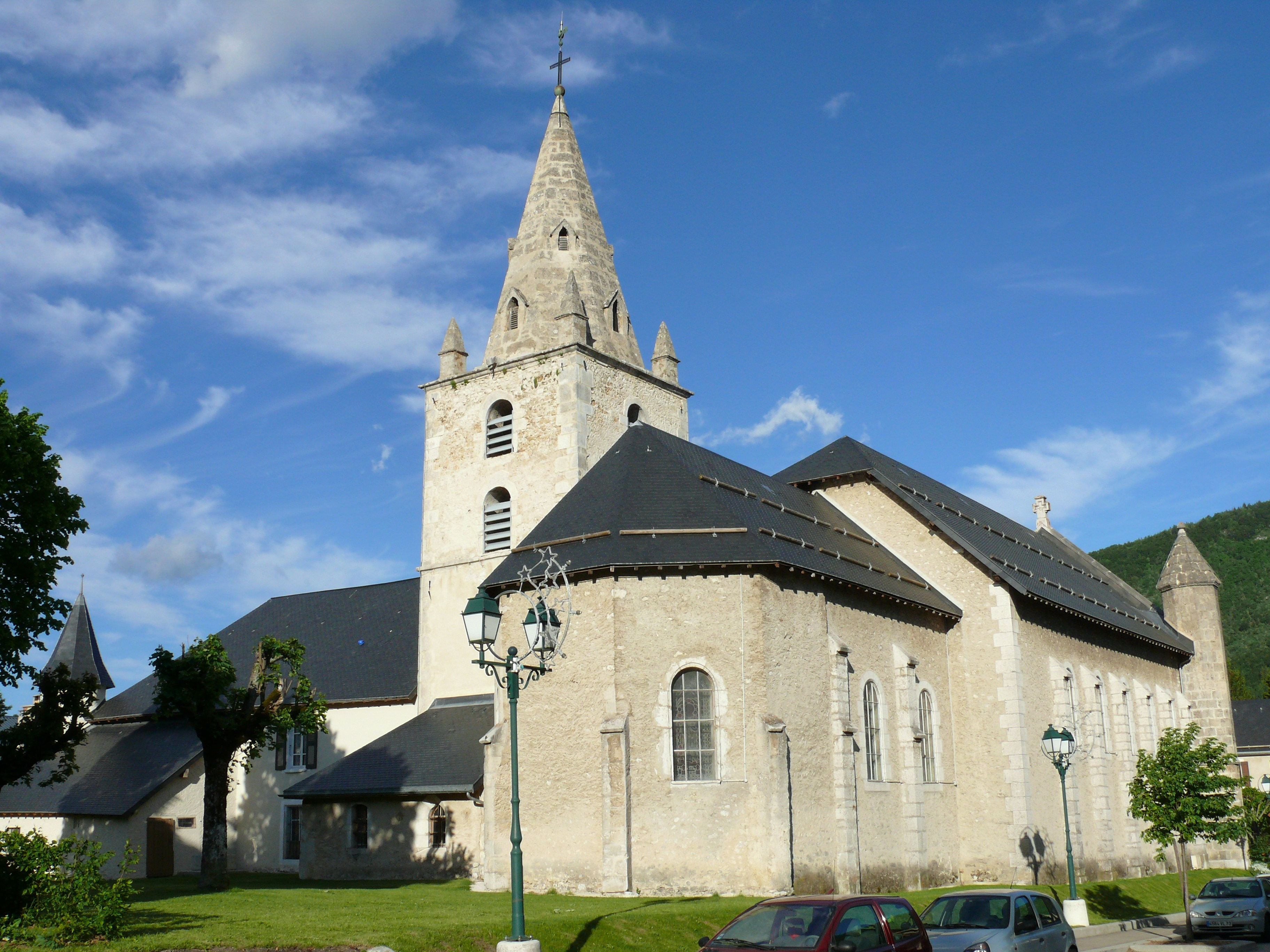
Kirche Saint-Barthélémy
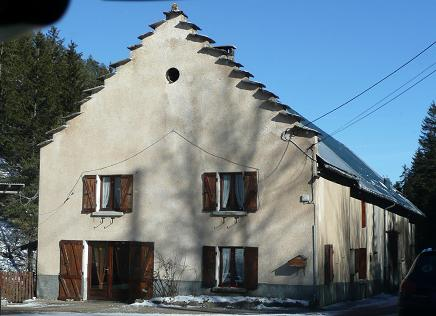
Traditionelles Haus im Vercors

## Gemeindepartnerschaft
Mit der kanadischen Gemeinde Saint-Donat in Québec besteht seit 1989 eine Partnerschaft.